# Elecciones generales de los Países Bajos de 1946
El 17 de mayo de 1946 se celebraron elecciones generales en los Países Bajos, las primeras después de la Segunda Guerra Mundial. El Partido Popular Católico, sucesor del Partido Estatal Católico Romano de antes de la guerra, se mantuvo como el partido con mayor representación en la Cámara de Representantes, obteniendo 32 de los 100 escaños.
Tras las elecciones, el Partido Popular Católico formó una coalición de gobierno con el Partido del Trabajo.

## Candidaturas
| Partido                                   | Partido                                     | Candidato/Líder                           | Ideología                                 |
| Partidos con representación parlamentaria | Partidos con representación parlamentaria   | Partidos con representación parlamentaria | Partidos con representación parlamentaria |
| ----------------------------------------- | ------------------------------------------- | ----------------------------------------- | ----------------------------------------- |
|                                           | Partido Popular Católico (KVP)              | Carl Romme                                | Democracia cristiana                      |
|                                           | Partido del Trabajo (PvdA)                  | Willem Drees                              | Socialismo democrático                    |
|                                           | Partido Antirrevolucionario (ARP)           | Jan Schouten                              | Conservadurismo Protestante               |
|                                           | Unión Histórica Cristiana (CHU)             | Hendrik Tilanus                           | Democracia cristiana                      |
|                                           | Partido de la Libertad (PvdV)               | Steven Bierema                            | Liberalismo conservador                   |
|                                           | Partido Comunista de los Países Bajos (CPN) | Paul de Groot                             | Marxismo-leninismo                        |
|                                           | Partido Político Reformado (SGP)            | Pieter Zandt                              | Derecha cristiana                         |
| Partidos sin representación parlamentaria |                                             |                                           |                                           |
|                                           | Unión Protestante (PU)                      | Jan Machiel Krijger                       | Teocracia Protestante                     |
|                                           | Partido Bellamy Holandés (NBP)              | Leo Bernard van den Muyzenberg            | Socialismo utópico                        |
|                                           | Grupo Lopes                                 | Leonard Rodrigues Lopes                   | [ 20 ]                                    |

### Carteles electorales

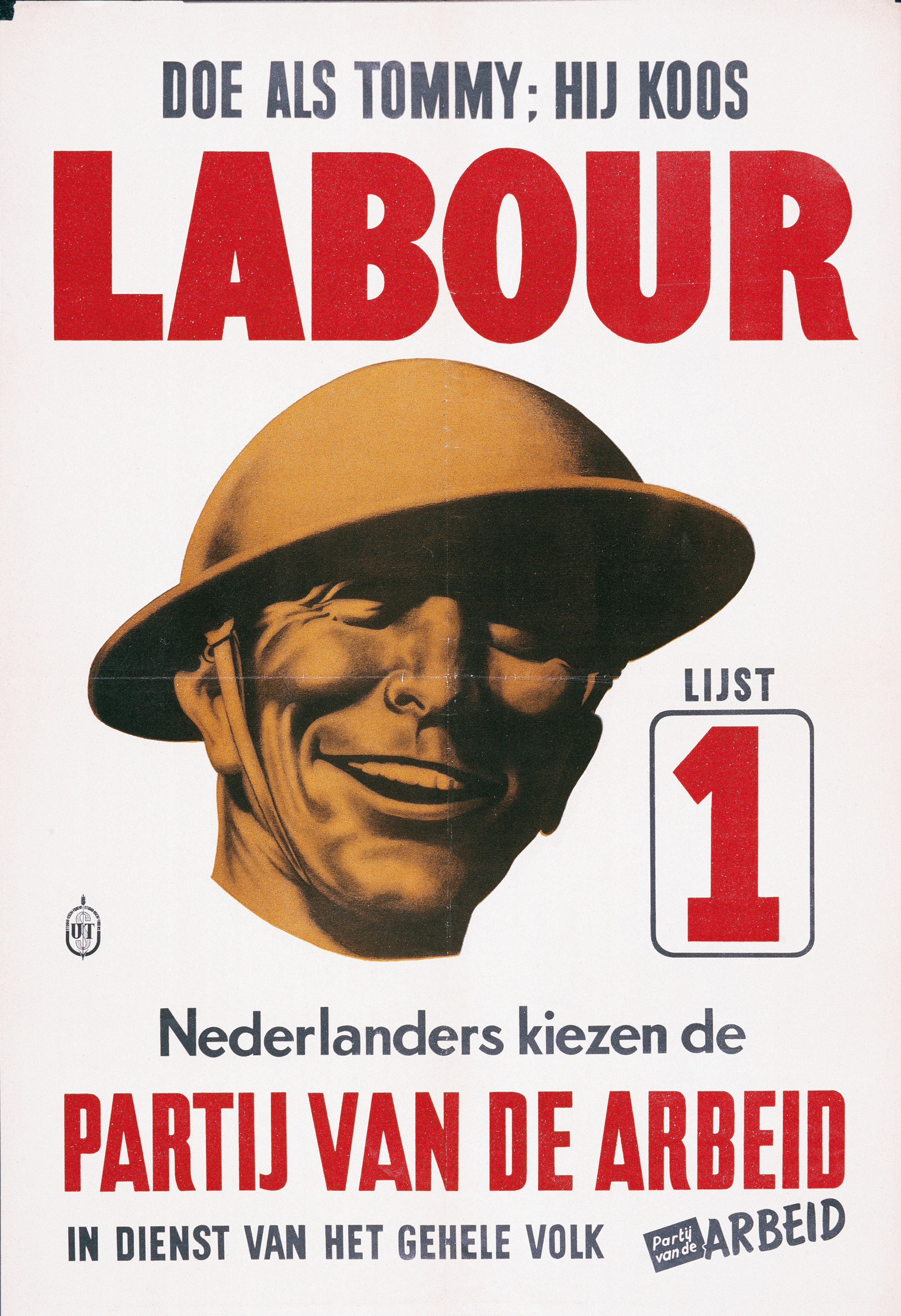
Se puede leer: "Haz como Tommy; él eligió al Partido Laborista. Los holandeses eligen al Partido del Trabajo. Al servicio de todo el pueblo". El PvdA intentó ganar votantes señalando la victoria en 1945 del Partido Laborista británico.
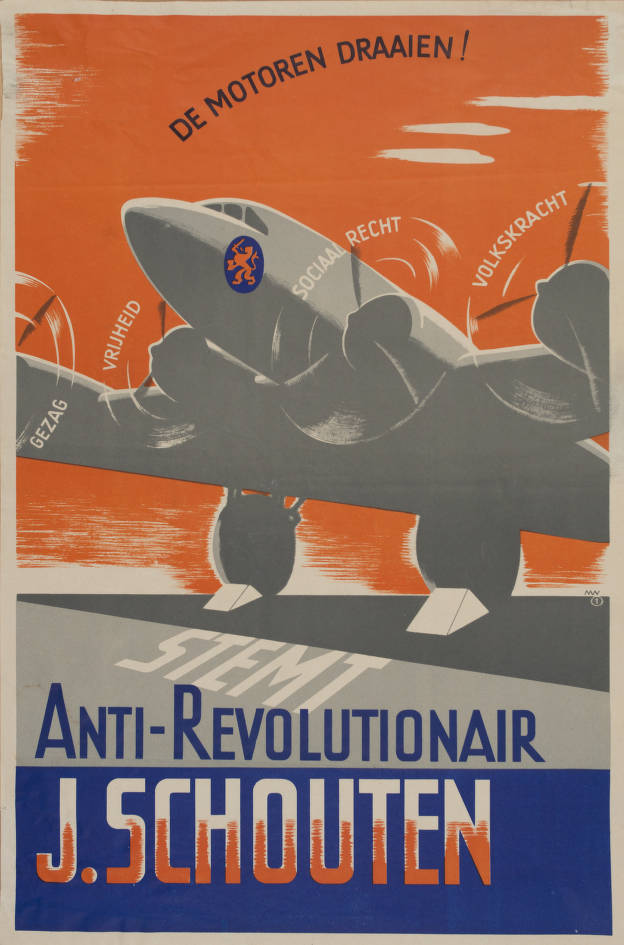
Se puede leer: "¡Motores en marcha!". Junto a las cuatro hélices aparecen las palabras "Autoridad", "Libertad", "Justicia Social" y "Poder Popular". En la parte inferior: "Vota por el antirrevolucionario J. Schouten".
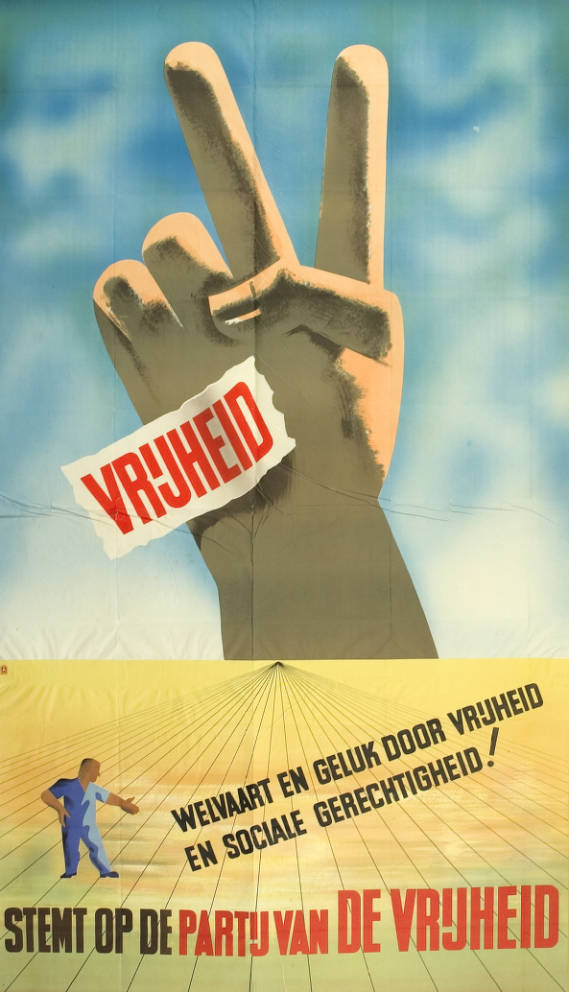
Se puede leer: "Prosperidad y felicidad a través de la libertad y la justicia social. Vota por el Partido de la Libertad"
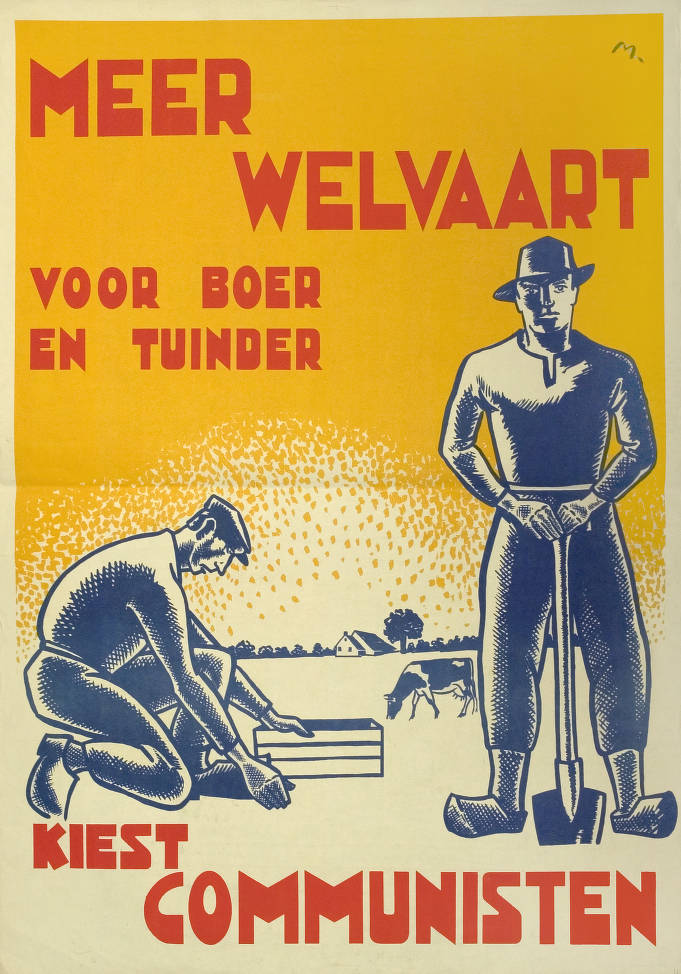
Se puede leer: "Más prosperidad para agricultores y horticultores. Vota por los Comunistas"

## Resultados
|  | 30.81 % |

|  | 28.31 % |

|  | 12.90 % |

|  | 10.56 % |

|  | 7.84 % |

|  | 6.41 % |

|  | 2.14 % |

|  | 0.67 % |

|  | 0.24 % |

|  | 0.12 % |

|  | 93.10 % |

### Por provincia
| Provincia                       | KVP                    | PvdA | ARP  | CPN  | CHU  | PvdV | SGP | Otros |     |
| ------------------------------- | ---------------------- | ---- | ---- | ---- | ---- | ---- | --- | ----- | --- |
| Provincia                       | Brabante Septentrional | 77.7 | 12.5 | 3.3  | 2.2  | 2.3  | 1.1 | 0.6   | 0.3 |
| Drente                          | 5.8                    | 39.4 | 19.2 | 7.1  | 12.0 | 15.8 | 0.2 | 0.5   |     |
| Pólderes del sur del IJsselmeer | 23.4                   | 28.8 | 17.2 | 18.3 | 7.4  | 2.0  | 1.6 | 1.4   |     |
| Frisia                          | 6.7                    | 37.5 | 23.8 | 10.1 | 15.6 | 4.7  | 0.7 | 0.9   |     |
| Groninga                        | 5.5                    | 35.5 | 22.5 | 14.6 | 9.3  | 11.2 | 0.1 | 1.3   |     |
| Güeldres                        | 31.6                   | 28.3 | 12.0 | 4.5  | 13.0 | 6.4  | 3.5 | 0.7   |     |
| Holanda Meridional              | 18.6                   | 31.9 | 16.6 | 11.3 | 8.2  | 8.5  | 3.6 | 1.3   |     |
| Holanda Septentrional           | 23.2                   | 32.6 | 10.0 | 21.1 | 4.2  | 7.0  | 0.5 | 1.5   |     |
| Overijssel                      | 26.6                   | 28.7 | 13.9 | 10.4 | 10.9 | 5.4  | 2.7 | 1.4   |     |
| Limburgo                        | 79.6                   | 12.5 | 0.9  | 5.6  | 0.5  | 0.6  | 0.2 | -     |     |
| Utrecht                         | 25.8                   | 29.1 | 17.3 | 7.6  | 9.6  | 6.2  | 3.5 | 1.0   |     |
| Zelanda                         | 20.9                   | 24.6 | 16.3 | 2.8  | 17.3 | 7.2  | 9.8 | 1.2   |     |